# Ministério da Justiça
Ministério da Justiça é a entidade governamental adotada em muitos países para gerir os assuntos nacionais pertinentes ao Poder Judiciário, polícias, manutenção e defesa dos Direitos Humanos, e outros temas institucionais pertinentes ao Direito, no que diz respeito ao papel do Executivo perante entidades (públicas ou privadas) e ao cidadão. É um cargo subordinado à presidência da República.